# USS Valley Forge (CV-45)
USS Valley Forge (CV-45) — американский авианосец типа «Эссекс» времён Второй мировой войны.

## История
Авианосец вступил в строй 3 ноября 1946 года. В отличие от многих систершипов, в резерв не выводился, принимал активное участие в Корейской войне, совершил 4 похода к берегам Кореи:
- 1 мая — 1 декабря 1950,
- 6 декабря 1950 — 7 апреля 1951,
- 15 октября 1951 — 3 июля 1952,
- 20 ноября 1952 — 25 июня 1953.

Примечателен тот факт, что между первым и вторым походами прошло всего 5 дней, которые «Велли-Фордж» провёл в Сан-Диего. С 1 октября 1952 года корабль был переклассифицирован в атакующий авианосец, получил индекс CVA-45, через год с небольшим, 1 января 1954 года, был повторно переклассифицироцан в противолодочный авианосец, индекс CVS-45. За Корейскую войну «Велли-Фордж» был награждён 8 боевыми звёздами.
В феврале 1959 года в Атлантическом океане попал в сильный шторм, была значительно повреждена носовая часть палубы.
В ходе ремонта прошёл переоборудование в десантный вертолётоносец, с 1 июля 1961 года получил индекс LPH-8. Принимал участие во Вьетнамской войне, был награждён 9 боевыми звёздами.
Исключён из состава флота 15 января 1970 года. В начале 1971 года «Велли-Фордж» служил съёмочной площадкой для кинофильма Молчаливый бег. Вскоре после окончания съёмок, в том же году, был продан для разделки на металл.